# Red Ferroviaria Italiana

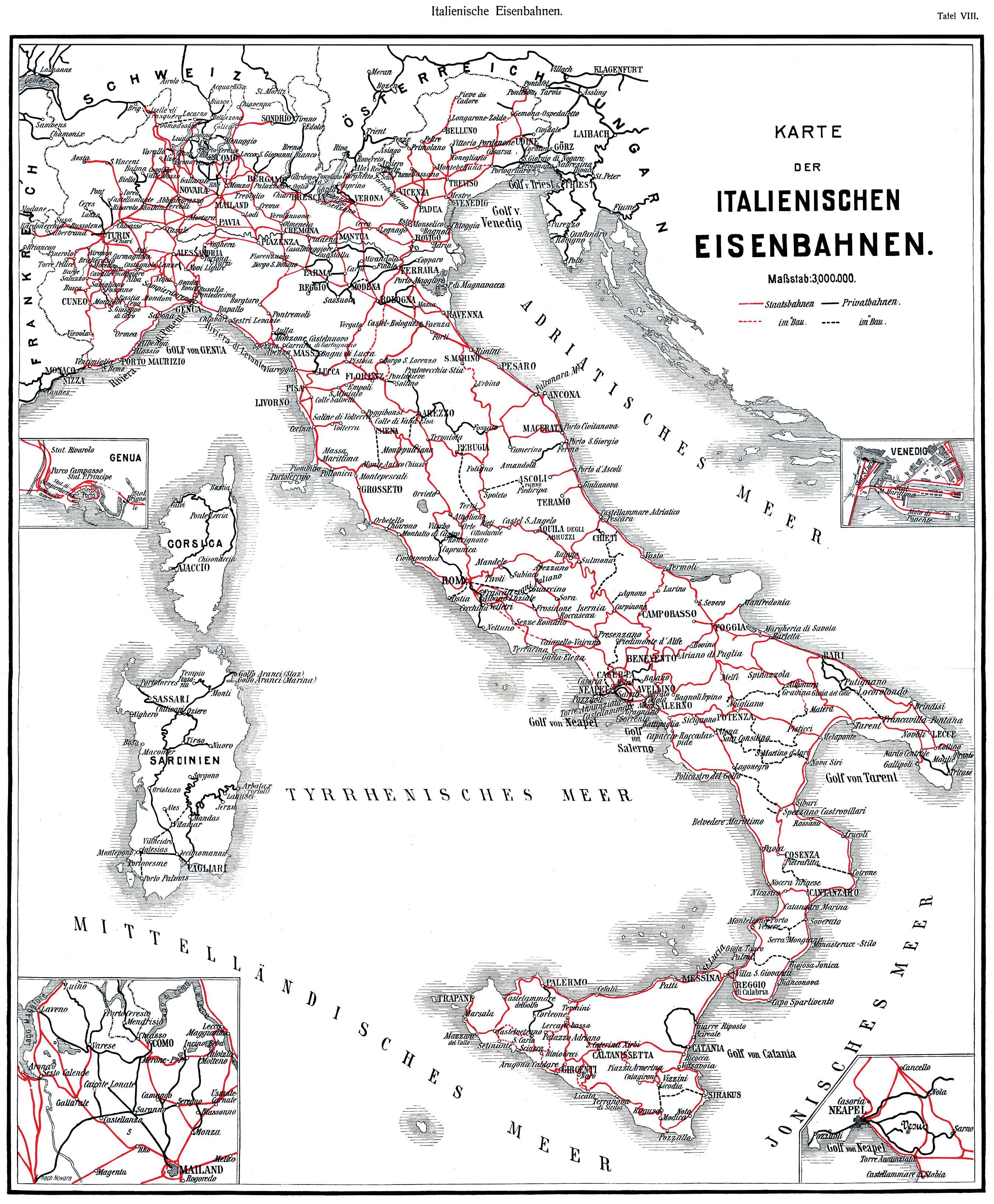
Mapa de 1912: La red ferroviaria italiana fue casi completada antes de la Primera Guerra Mundial

Red Ferroviaria Italiana (Rete Ferroviaria Italiana S.p.A. o RFI S.p.A. en idioma italiano) es una de las empresas que constituyen el Gruppo Ferrovie dello Stato (FS). Es la empresa encargada de la gestión y mantenimiento de la infraestructura ferroviaria italiana.
Surgió como consecuencia de la normativa europea que obligaba a diferenciar entre la actividad de mantenimiento de las infraestructuras ferroviarias, que es un monopolio natural, y el transporte propiamente dicho, que estaba obligado a admitir competencia.
A través de la colaboración con Italferr S.p.A. (sociedad de proyectos del Grupo FS) se ocupa del proyecto, construcción y puesta en servicio de nuevas infraestructuras. Cuando se trata de estaciones ferroviarias trabaja en conjunto con las empresas Grandi Stazioni S.p.A. y Centostazioni S.p.A. que también forman parte del Grupo FS.
Asimismo gestiona los sistemas de seguridad ferroviaria y regulación, los contratos con las empresas ferroviarias, vende a las empresas ferroviarias de transporte de pasajeros y mercancías las trazas requeridas para la circulación de trenes y define los horarios de la red ferroviaria. Además en forma directa o a través de la controlada TAV S.p.A. se ocupa de la puesta en servicio de las nuevas líneas de alta velocidad.

## Red ordinaria
Según los estudios, en febrero de 2006 la red ferroviaria italiana estaba compuesta por 24 179 km de líneas de ancho UIC de los cuales 10.688 estaban electrificados a 3 kv CC y constaban en un 60 % de vía única.
La región italiana con la situación ferroviaria más atrasada era el Valle de Aosta con 109 km de vías disponibles, todos de vía única y no electrificada. La tracción diésel era también total en la región de Cerdeña. En el otro extremo, la región de Lombardía tenía 1650 km de vías férreas, de las cuales un 42 % eran de vía doble (2 puntos porcentuales más que la media nacional) y concentraba el mayor tráfico ferroviario con 300.000 pasajeros al día.

## Líneas de Alta Capacidad (AC)

### Líneas existentes

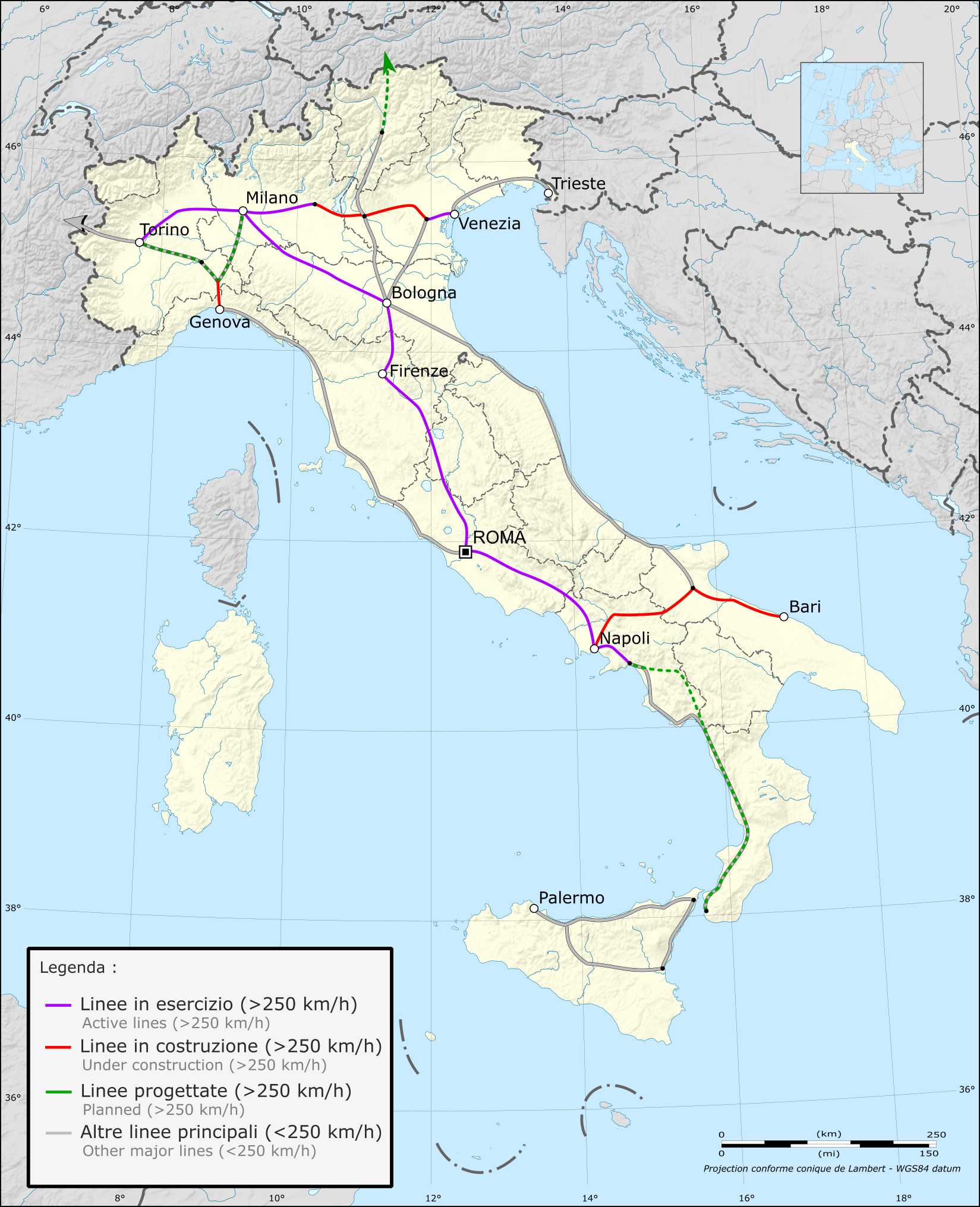
Esquema de las líneas AV-AC y AC en Italia.

Esquema de las líneas AV en Europa en el 2023

1. Verona-Bolonia
Línea en adecuación a los nuevos standares de RFI S.p.A.
2. Nápoles-Salerno
Realizada por RFI S.p.A. con servicio comercial desde junio de 2008

### Líneas en construcción
1. Foggia-Bari
Trabajos en ejecución por parte de RFI S.p.A.
2. Castelbuono-Palermo
Construcción a cargo de RFI S.p.A.
3. Mesina-Patti
Realización encargada a RFI S.p.A.

### Líneas proyectadas
1. Turín-San Antonino de Susa
A cargo de RFI S.p.A. Es parte de la línea Turín-Lyon.
2. San Antonino de Susa-frontera francesa-localidad aún no definida
A cargo de Túnel de base Turín-Lyon. También es parte de la línea Turín-Lyon.
3. Monza-frontera suiza-Chiasso
A cargo de RFI S.p.A. Permitirá la conexión de la red de alta velocidad/alta capacidad italiana con Suiza y Alemania a través del Túnel de base San Gotardo y del Túnel de base de Lötschberg.
4. Verona-frontera autríaca-Innsbruck
A cargo de Túnel de base del Brennero. Conexión con las redes autríaca y alemana.
5. Trieste-frontera eslovena-Divaccia
En febrero de 2001 los gobiernos italiano y esloveno acordaron la realización de una nueva línea ferroviaria de Alta Capacidad entre Trieste y Liubliana. Desde febrero de 2006 un comité italo-esloveno estudia el trazado.
6. Nápoles-Foggia
A cargo de RFI S.p.A.). Ampliación de la línea existente y construcción de nuevas "ramas".
7. Salerno↔Reggio Calabria
A cargo de di RFI S.p.A. Fin de los trabajos previsto en 2014.
8. Mesina-Castelbuono
A cargo de di RFI S.p.A.
9. Patti-Castelbuono
A cargo de di RFI S.p.A.

## Líneas de Alta Velocidad - Alta Capacidad (AV-AC)
El primer trazado ferroviario de Alta Velocidad construido en Italia fue la direttissima Florencia-Roma inaugurada en 1991 y con una velocidad máxima de 250 km/h.
En lo que se refiere a la construcción en Italia de las líneas veloces, RFI S.p.A. eligió la misma tensión eléctrica que la utilizada en Francia (25 kV CA, 50 Hz) en las partes no urbanas. Pero a diferencia de las líneas francesas se construyen de manera más robusta para soportar los trenes de mercancías, de ahí su denominación de Alta Velocidad-Alta Capacidad.

### Líneas existentes
1. Turín-Milán
125 km. Construida por TAV S.p.A. y puesta en servicio el 10 de febrero de 2006 entre Turín y Novara y el 13 de diciembre de 2009 entre Novara y Milán. Alimentada a 25 kV en corriente alterna a 50 Hz.
2. Milán-Bolonia
182 km. Construcción a cargo de TAV S.p.A. iniciada en 2000. Se abrió al uso comercial el 14 de diciembre de 2008. Alimentada a 25 kV en corriente alterna a 50 Hz.
3. Bolonia-Florencia
78,5 km. Construcción a cargo de TAV S.p.A. iniciada en 1996. Su apertura se produjo el 13 de diciembre de 2009. Alimentada a 25 kV en corriente alterna a 50 Hz
4. Florencia-Roma
253,6 km. La primera línea de alta velocidad italiana denominada direttissima. Su construcción se inició en 1970 y entró en servicio en 1991. Alimentada a 3 kV en corriente continua.
5. Roma-Nápoles
205 km. Construida por TAV S.p.A. y puesta en servicio el 19 de diciembre de 2005 entre Roma y Gricignano di Aversa (en las afueras de Nápoles) y el 13 de diciembre de 2009 entre Gricignano de Aversa y Nápoles. Alimentada a 25 kV en corriente alterna a 50 Hz.
6. Padua-Venecia
24 km. Construida por RFI S.p.A. y puesta en servicio el 1 de marzo de 2007. Alimentada a 3 kv en corriente continua.
7. Milán-Treviglio
24 km. Cuadruplicaciòn realizada por da RFI S.p.A. y puesta en servicio el 2 de julio de 2007. Alimentada a 3 kV en corriente continua.

### Líneas proyectadas
1. Treviglio-Padua
192 km
2. Tortona/Novi Ligure-Génova
63 km
3. Venecia-Trieste
155 km aproximadamente

## Otras infraestructuras a cargo de RFI

### Nodos urbanos
1. Nodo de Turín.
2. Nodo de Milán.
3. Nodo de Venecia.
4. Nodo de Génova
5. Nodo de Bolonia.
6. Nodo de Florencia.
7. Nodo de Roma.
8. Nodo de Nápoles.

### Nuevas estaciones
1. Torino Porta Susa.
2. Milán Rho-Pero.
3. Reggio Emilia AV.
4. Bolonia Central.
5. Florencia Belfiore.
6. Nápoles Afragola.